# マルちゃん赤いきつねと緑のたぬき
マルちゃん赤いきつねと緑のたぬき（マルちゃん あかいきつねとみどりのたぬき）は、東洋水産が「マルちゃん」ブランドで製造・販売している和風カップ麺（カップうどんおよびそば）。正式な商品名はそれぞれ「マルちゃん 赤いきつねうどん」、「マルちゃん 緑のたぬき天そば」となる。

## 概要
東洋水産を代表するうどんとそばの和風カップ麺で、「赤いきつね」は1978年（昭和53年）8月に、「緑のたぬき」は1980年（昭和55年）8月に発売された。主幹となるこの2つ以外にもいくつかのシリーズ商品・バリエーション展開が存在する。
「赤いきつね」はだしにこだわった醤油味の汁に油揚げ麺（フライ麺）のうどんと油揚げの甘煮、卵、カマボコが入ったきつねうどんである。油揚げが大判サイズ、小判サイズが各1枚ずつと計2枚が挿入された「でか盛（大盛りサイズ）」もある（当初は「赤い大きつね」の名称だった）。「緑のたぬき」は鰹だしの醤油味の汁に油揚げ麺のそばと小エビの乾燥天ぷら（天かすと小エビのかき揚げ）、カマボコが入った天ぷらそばである。大判サイズの天ぷらと三陸産ワカメが入った「でか盛」もある（当初は「緑の大たぬき」の名称だった）。両者ともに標準サイズには七味唐辛子が添付される。

### つゆの地域性
赤いきつねは各地の好みに合わせ、北海道向け、東日本向け（東北地方・関東地方・甲信越地方・東海地方）、近畿地方向け、西日本向け（北陸地方・中国地方・四国地方・九州地方）の4種類が販売されている。だしの素材が異なっており、東日本向けパッケージと西日本向けパッケージはそれぞれ側面部分の「E」または「W」で区別できる。
2001年（平成13年）に西日本向けから近畿地方（関西）向けが独立し、蓋に「関西」の文字を強調したマークが入っている。2005年（平成17年）には東日本向けから北海道向けが独立し、「北海道限定赤いきつね 北のきつねうどん」として北海道民の味覚に合わせている。関西向けも北海道向けも、フタに書いてある地域名で区別できる。
緑のたぬきも同様に北海道、東日本、関西、西日本の4種類が販売されている。

### 仕様と変遷
「赤いきつねうどん」「緑のたぬき天そば」は、自動販売機では縦型カップ版で販売されている。
2008年（平成20年）8月に発売30周年を迎えた際、「赤いきつねうどん」には小判サイズの油揚げを、「緑のたぬき天そば」には小えび天を、それぞれ在庫が無くなり次第販売終了として追加添付した。
2009年（平成21年）8月のリニューアル版より、うどん・そばともに油揚げ麺の製法が大幅に改良され、麺の食感、および麺の喉越し感が向上している。
コンビニエンスストアでは、2009年10月より「マルちゃん 赤いきつねうどん ふっくらお揚げ2枚入り」「マルちゃん 緑のたぬき天そば かき揚げと小えび天入り」が全国の店舗限定で発売されている。希望小売価格は一般品と同じ170円である。蓋部分の「きつね」「たぬき」の文字が一般品では白抜きなのに対して金色になっており、「ふっくらお揚げ2枚入り」「かき揚げと小えび天入り」の文字が入っている。

## 発売に至る過程
前身にあたる商品は1975年（昭和50年）9月に発売された世界初のカップうどん「マルちゃんのカップうどんきつね」である。東洋水産は、だしの加工等も行う水産会社であり、自社製だしを使った。1972年12月には世界初の和風カップ麺として、麺に蕎麦を採用した日清食品「カップヌードル 天そば」が販売開始されていたものの、当時カップうどんを手がけるメーカーは少なく、その物珍しさが話題となった。それに加え、海原千里・万里や渥美清を起用したテレビCMの効果の影響で、当時としては爆発的なヒットを記録した。発売当初、東日本向けは丼型容器、西日本向けは縦型容器だった。当時東洋水産の研究部長だった深川清司らからは「油揚げなどの製法に関する特許や、容器に関する意匠登録を行っておいた方がよいのでは」との意見が出されたというが、社長の森和夫は「その必要はない」とこの意見を却下した。
しかし翌1976年（昭和51年）に入ると危惧は的中し、ライバル・日清食品の「どん兵衛」きつねうどんを始めとする類似品が多数登場する。このため、同社は商品戦略の見直しを余儀なくされ、1978年（昭和53年）8月にパッケージなどのリニューアルを行った。この際につけられた名称が「赤いきつね」である。
発売直前まで黄色（ベージュ）の容器で「熱いきつね」という商品名が付けられる予定だったが、1978年の山口百恵のヒット曲『プレイバックPart2』を聴いた当時の社長が歌詞のなかの「真っ赤なポルシェ」というフレーズに感じるところがあり、「真っ赤な、とは熱いイメージ。赤いことを基調にすれば商品自体に強力なインパクトを与えることができるのではないか」と考え、容器の色と共に急遽「熱い」を「赤い」に変更するという経緯があった。また、日清食品が「どん兵衛」のキャッチコピーとして「熱いうどん」を当時使っていたことから、類似品としてクレームをつけられる虞れを考慮して商品名が変更されたのだともいう。緑のたぬきの緑は赤の対照の色としてつけられた。
このリニューアル戦略については東急エージェンシーが企画立案を担当している。CMに起用するタレントとして、東急エージェンシーは候補に、歌手で俳優の武田鉄矢と、第1回ホリプロタレントスカウトキャラバンで優勝して芸能界デビューした榊原郁恵の2人を挙げ、最終的に武田が映画『幸福の黄色いハンカチ』（1977年（昭和52年）製作、山田洋次監督）の主役に抜擢されたことなどが決め手となり、武田が選ばれたという。

## 主なシリーズ商品

### 現在
2023年（令和7年）8月現在
- マルちゃん紺のきつねそば
  - 油揚げのほかに味付豚肉が入っている。

- マルちゃん白い力もちうどん
- マルちゃん黒い豚カレーうどん
- マルちゃん黒い豚カレー焼そば
  - 黒い豚カレーうどんをカレー味の焼そばにアレンジしたもので、シリーズ唯一のカップ焼そば扱い。2009年度以降は夏季限定商品として発売された。

- マルちゃんあじわい豚汁うどん
  - 発売当初の商品名は「マルちゃんあつあつ豚汁うどん」だったが、2021年8月30日のリニューアルに伴い現在の商品名となった。

- マルちゃん山菜乱切りそば
  - 山菜のほかにきざみ揚げが入っている。当初は全国で発売されていたが現在は北海道専売商品となっている。

- マルちゃんバリうまごぼ天うどん
  - 「バリうま」は東洋水産の九州・山口地方限定のカップ麺商品の統一シリーズで、うどんの他に博多風・久留米風・熊本風ラーメンも発売された。2025年8月現在ごぼ天うどん、熊本風黒とんこつラーメン、宮崎風旨辛麺、長崎ちゃんぽんがラインナップされている。

- マルちゃん赤いきつね焼うどん でか盛
  - 夏季限定商品。

- マルちゃんお揚げとお揚げのきつねそば
  - 2023年3月27日発売。具材には一枚揚げの味付油揚げと味付きざみ揚げが用いられている。

- マルちゃん芋煮うどん
  - 2023年8月7日発売。東北地方限定商品。

- マルちゃん紅生姜天入り牛肉うどん
  - 2023年9月11日発売。その商品名の通り、具材には牛肉のほか、紅生姜天ぷらが用いられている。

- マルちゃん赤い天ぷらそば
  - 2023年11月6日発売。かつお節のだしをベースに醤油と砂糖でバランスよく仕上げたそばつゆを基本に、具材には紅生姜入りの天ぷら、およびかまぼこが用いられている。七味とうがらし付き。

- マルちゃん緑の天ぷらうどん
  - 2023年11月6日発売。かつお節、昆布、煮干しの風味を利かせ、醤油で仕上げたつゆを基本に、具材にはあおさ入りの天ぷら、およびあおさ入りの揚げ玉、かまぼこが用いられている。

### 過去
- マルちゃん黄色い博多ラーメン
  - 1982年（昭和57年）頃に発売され、東日本・北日本でもテレビCMが放送された。あまり長続きせず、「まめバラエティパック」シリーズ用の「黄色いまめとんこつ博多ラーメン ミニ」を除き製造中止となったが、その後も度々期間限定商品として復活して発売されている。2014年3月3日に期間限定商品として再発売されたのち、2015年9月14日に縦型ビッグカップ仕様でコンビニ専売の期間限定商品として再々発売された。後述するマルちゃん金色のどらいカレーラーメンが発売されるまでは、シリーズ唯一の汁入り中華風カップ麺扱いだった。
- マルちゃん金色のどらいカレーラーメン
  - 1988年度の夏季限定商品。シリーズ2番目の汁入り中華風カップ麺。
- マルちゃん黄金のカレーうどん
- マルちゃん辛い豚カレーうどん ハバネロ入り
  - 2006年度の夏季限定商品。黒い豚カレーうどんの激辛版。
- マルちゃんまろやか鶏カレーうどん
  - 2006年度の夏季限定商品。
- マルちゃん熱い天ぷらうどん
- マルちゃんUDON
  - 日本映画『UDON』とのタイアップ商品。讃岐うどん風。
- マルちゃん赤いどぜうモンラーメンと緑のどぜうモンラーメン
  - フジテレビのバラエティ番組『めちゃ×2イケてるッ!』の企画でよゐこの濱口優扮する「どぜうモン」とのコラボレーションによる期間限定のカップ麺。カップと蓋のデザインは「赤いきつね」と「緑のたぬき」そっくりに見立てていて、「赤い」の方は醤油味ラーメン、「緑の」の方は「醤油味ではない」ラーメンになっている。
- マルちゃん辛い牛カレーうどん
  - 2007年度・2008年度の夏季限定商品。
- マルちゃんカップきつねうどん復刻版
- マルちゃんカップ天ぷらそば復刻版
  - 上記2品目は、1975年に発売された縦型カップの「きつねうどん」と「天ぷらそば」を赤いきつね30周年記念として2008年10月に期間限定で当時のカップのデザインと味を再現して発売した。
- マルちゃん梅香るうどん
- マルちゃんわさび香るそば
  - 上記2品目は、2010年度の夏季限定商品として発売された。
- マルちゃんほくほくのコロッケそば
- マルちゃん黄金色のコロッケカレーそば
- マルちゃん博多水炊き風鶏だしうどん
- マルちゃんクリーム色のもちカレーうどん
- マルちゃん赤いきつね焼うどん
- マルちゃん旨みふぐだしうどん
- マルちゃんあつあつ牛すきうどん
- マルちゃんおそば屋さんのにしんそば
- マルちゃんおそば屋さんのカレー南ばんそば
- マルちゃん濃厚ごま担々うどん
- マルちゃん黄色い肉うどん
- マルちゃん青いちゃんぽん
  - シリーズ3番目の汁入り中華風カップ麺。
- マルちゃんあつあつけんちん風うどん
  - マルちゃんあつあつ豚汁うどんの姉妹品にあたる。
- マルちゃん金のたまごうどん
- マルちゃんあつあつ豚汁うどん でか盛
- マルちゃん讃岐風天ぷらうどん

など

### OEM
OEM版として、日本生活協同組合連合会向け仕様である、コープブランドの赤いきつねと緑のたぬきが発売されている。マルちゃんのマークが「CO・OP」が差し替えられているほかは、内容的にはオリジナル（マルちゃん版）にほぼ等しい。このようなケースは、日本生活協同組合連合会にOEM提供されているカップヌードル（コープヌードル）や金麦（コープブランド）でも見受けられる。

## マルちゃん「和庵（なごみあん）」シリーズ
「マルちゃんきつねうどん&天ぷらそば」は、マルちゃん赤いきつねと緑のたぬきの廉価版として東洋水産が2008年（平成20年）1月15日から2023年（令和5年）8月末まで日本全国で発売された和風カップ麺の名称である。低価格のカップ麺として発売されており「赤いきつね」と「緑のたぬき」に比較すると、麺と具の量が若干減らされているほか、卵や蒲鉾など、具材の一部が割愛されている。オープン価格となっており、100円ショップなどでの販売が可能となっている。2008年9月出荷分からは廉価版のきつねうどん、天ぷらそばに「和庵」のブランドが新たに付けられた。さらに2010年（平成22年）1月に「和庵 肉うどん」が新たに発売された。
マルちゃん「和庵」きつねうどんは、発売当初、だしの味が東日本向けと西日本向けでそれぞれ異なっていたが、後に讃岐風味のだしを使用したものに統一された。一方のマルちゃん「和庵」天ぷらそばは全国共通で、西日本向けの味が基本となっていた。実質的な後継商品は2023年9月4日に全国発売された「マルちゃん 麺之助」の和風カップ麵シリーズ6種（きつねうどん・すき焼き風うどん・小えび天そば・縦型カップ天ぷらうどん・縦型カップ肉そば・縦型カップ鴨だしそば）となる。

## マルちゃん「大人のこだわり」シリーズ
「マルちゃん大人のこだわりシリーズ」は当初、マルちゃん赤いきつねと緑のたぬきのシニア向け版として東洋水産が2011年（平成23年）9月5日より日本全国で発売開始したカップ麺シリーズの名称である。「50代 - 60代の高年層が普段気軽に食べられる、ちょっと良いもの」をコンセプトとした商品で、全て減塩タイプのあっさりとしたスープ（出汁）が用いられているのがこのシリーズの大きな特徴となっている。 発売当初のラインアップは「華やかうどん」（天ぷらうどん）と「だし香るそば」（きつねそば）の2品。2012年（平成24年）2月27日には初のリニューアルが実施された。
また、2012年9月3日にはその中華麺版にあたる「大人のこだわり　野菜がたっぷりシリーズ」が追加・発売された。ラインアップは「野菜がたっぷり醤油ラーメン」と「野菜がたっぷり味噌ラーメン」の2品。

## CM
起用タレント（2025年〈令和7年〉3月現在）
- 武田鉄矢：1978年（昭和53年）の発売当初から1994年（平成6年）まで、武田が世界各国を訪れ、体を張ったパフォーマンスを披露するCMが話題になった。CM第1作は「アメリカントラック編」。また、1979年（昭和54年）製作のCM「戦車編」（アメリカで撮影）での「戦車が恐くて、赤いきつねが食えるか!」のセリフは当時の流行語にもなった。1994年の「中年ガキ大将編」から日本国内での撮影になった。2008年10月、マルちゃん『赤いきつね』の一社提供のフジテレビの6分番組『おふくろ、もう一杯』のナレーションにも起用されている。2019年（令和元年）8月、「同じ俳優を起用したテレビCMを最も長い間放映し続けている商品」としてギネス世界記録の認定を受けた。
- ヒロシ：2024年（令和6年）10月1日から11月29日まで「秋のキャンプ」篇、および2025年3月10日から5月31日（予定）まで「春のキャンプ」篇に限り、武田と共演する形で起用。

以下は過去の武田の共演者
- ふかわりょう
- TIM（ゴルゴ松本・レッド吉田）
- ジョーダンズ（山崎まさや・三又又三）
- 雨上がり決死隊（宮迫博之・蛍原徹）
- 小野真弓、ドランクドラゴン（塚地武雅・鈴木拓）
- 眞鍋かをり（「あつあつ豚汁うどん」には単独で起用） 、アンタッチャブル（山崎弘也・柴田英嗣）
- 長野博（20th Century）、風間俊介、増田貴久（NEWS）、八乙女光（Hey! Say! JUMP）（「黒い豚カレー焼そば」にも起用されていた）
- 榮倉奈々（2009年8月17日から2013年7月31日まで起用。当初赤いきつねのイメージカラーを意識した着物姿で登場していたが、2010年8月から2013年7月までのCMでは武田の弟子という設定になっていた）
- 佐々木健介・北斗晶一家
- 赤マルダッシュ☆（大西菜友、玉城茉里、北澤鞠佳、川村彩花） - 2013年8月から2016年8月まで武田と共演。なお、このユニットの作詞作曲を担当するヒャダイン、振り付けを担当するパパイヤ鈴木も2013年8月から2014年7月まで武田、および赤マルダッシュ☆と共に共演していた。
- 財木琢磨・荒井敦史：2017年（平成29年）10月からBS-TBSで放送中の武田主演の時代劇『水戸黄門』とのコラボCM。武田扮する水戸光圀と財木扮する佐々木助三郎、荒井扮する渥美格之進がラストの大立回りの後の印籠を出すシーンで印籠を出さずに赤いきつねのカップと緑のたぬきのカップを掲げてしまい最後は老公・助・格と悪人の一団が屋敷の縁側で赤いきつねと緑のたぬきを食べるというもの。
- 濱田岳：（2016年9月15日から2021年8月31日まで起用）。
- 麻生久美子：2021年（令和3年）10月1日から2024年9月30日まで武田と共演する形で起用。CM本編では武田の妻役を演じた。
- じろう（シソンヌ）：2022年（令和4年）10月1日から2024年9月30日まで出演。
- あの：2024年11月30日から2025年（令和7年）1月17日まで「年越しの問いかけ」篇に限り、武田と共演する形で起用。
- 富栄ドラム：2025年1月18日から2月28日まで「真冬のかまくら」篇に限り、武田と共演する形で起用。

仮面ライダーコラボCM
これらのCMには武田は出演しない。
仮面ライダーギーツコラボ（2022年）
- 簡秀吉、佐藤瑠雅、青島心：（2022年10月23日から2023年8月まで起用）テレビ朝日特撮ドラマ「仮面ライダーギーツ」の出演者。劇中に登場する仮面ライダーである「仮面ライダーギーツ」と「仮面ライダータイクーン」の容姿が赤いきつねと緑のたぬきに似ていたため、コラボCMが実現した。

仮面ライダーギーツ&ガッチャードコラボ（2023年）
- 簡秀吉、佐藤瑠雅、本島純政、松本麗世：（2023年12月に起用）2023年度は、簡と佐藤に加え、「ギーツ」の後継番組「仮面ライダーガッチャード」の出演者の本島純政と松本麗世を起用。2023年12月公開予定の「仮面ライダー THE WINTER MOVIE ガッチャード&ギーツ 最強ケミー★ガッチャ大作戦」にちなんで放送され、公式X（旧Twitter）ではキャンペーンも実施された。

### 赤いきつねを探せ!!
1990年（平成2年）頃のCMには「赤いきつねを探せ!!」という半ば頭の体操的なものが放送されていた。当時話題となった「ウォーリーをさがせ!」のパロディである。武田鉄矢が乗船客やサンタクロースの格好をした人々の中に隠れ、なかなか簡単には見つかりにくいように作られていた。締めくくりの言葉は「お店で探せ。マルちゃん、赤いきつねと緑のたぬき」で、「赤いきつねと緑のたぬき」の部分は歌、「見つかったかな?」のテロップを最後に流した。

### 中年ガキ大将!
1994年（平成6年）頃、国内ロケの第一弾として「中年ガキ大将!」というミニドラマ形式のCMが放送されていた。いつも「あかいきつね」のルビをふったハッピを着ている江戸っ子気質の主人公(鉄矢)が様々な騒動を織りなす。CM内で流れた主題歌は舟木一夫が歌っている。

### 赤いきつね×西遊記
2007年（平成19年）7月前半は期間限定として、劇場版「西遊記」とコラボレーションを実施しており、映画チケットなどが当たるキャンペーンを展開していた。その間はCMをそのバージョンに合わせたものを放送しており、冒頭の部分で、映画会社のキャッチそっくりの光をバックに金色に輝くマルちゃんのロゴ、下に（東洋水産としてのロゴ）東洋水産株式会社と出るパターンが使われた。一部の映像は、劇場版「西遊記」の一部シーンを引用している。また、歌の部分を「赤いきつねで当てよう西遊記」と置き換えている。最後のテロップ部分には、「鉄矢は出演していない…」と、武田が劇場版「西遊記」に出演していない旨を出している。

### アイドルグループ「TU→YU」
「TU→YU」（つーゆー）とは、同商品のつゆのおいしさを伝えるため、CMの企画により結成されたアイドルユニットである。同商品が発売された1978年からCMキャラクターを務める武田鉄矢と、武田の主演ドラマ『3年B組金八先生』に生徒役として出演したことのあるジャニーズ事務所所属のタレントで結成されている。なお、ユニット名は「つゆ」と「to you」をかけたもの。
メンバー
- 武田鉄矢（テツヤ）
- 長野博（ヒロシ）：金八先生第3シリーズに成瀬浩二役で出演
- 風間俊介（カザポン）：金八先生第5シリーズに兼末健次郎役で出演
- 増田貴久（マッスー）：金八先生第6シリーズに長澤一寿役で出演
- 八乙女光（ヒカル）：金八先生第7シリーズに丸山しゅう役で出演

2007年8月20日からTU→YUが登場するCMの放送が開始され、このグループがつゆを飲んで元気を出し、アイドルとして成長していく姿を1年程度のシリーズとして描いていくと企画されたが、1年を過ぎた2008年9月15日からCM撮影会参加者を呼びかける新バージョンのCMが放送され、成長したTU→YUが大盛況のライブを行うという設定のCM撮影会が11月10日に開催された。そしてその場で2008年11月17日にオリジナル曲『そばにいるよ』（作詞：zopp、作曲、編曲：中島靖雄）で「モバイルデビュー」することが発表され、懸賞バージョン（無料）とJohnny's webバージョンの着うたと着うたフルの3パターンの形で配信された。2009年にも「黒い豚カレーうどん＆焼そば」をメンバーが“黒い豚団”となって宣伝するバージョンのCMが放送された。

### 緑のたぬき×GReeeeN
4人組の覆面ロックバンド「GReeeeN」と「緑のたぬき」とのコラボレーションというCMで、2011年10月からCMの放送を開始。CMのサウンドロゴもメンバーの4人が「すべては、笑顔のために。」と発している（通常の「Smiles for All.」の映像の音声を差し替えている）。CMの内容は、4人の武田鉄矢（他3人は合成映像）が緑のジャージ（1人は皮ジャン）を着てダンスを踊るというもの。CMソングのタイトルはGReeeeNと武田が歌う『緑のたけだ』。

### 武田鉄矢が女性アイドルグループをプロデュース
2013年8月19日からよりオンエアされた「武田鉄矢プロデュース アイドルプロジェクト」編として、武田鉄矢がアイドルのプロデューサーとなり、作詞・作曲はヒャダインこと前山田健一、振り付けはパパイヤ鈴木を起用した。9月16日から放送されたCMでメンバーとグループ名が発表され、ユニット名は「赤マルダッシュ☆」となり、メンバーは大西菜友、玉城茉里、北澤鞠佳、川村彩花の4人。全員オスカープロモーション所属。2014年10月22日に日本コロムビアよりマキシCDシングル「食べて、笑って、生きていく。」でメジャーデビューを果たしたが、惜しまれつつも2016年8月を以ってCMキャラクター降板を経て、2019年7月24日を以って名実共に完食（≒グループ解散）した。

### 赤緑合戦
2018年10月から「赤緑合戦」と称して武田鉄矢、濱田岳がそれぞれ「赤いきつね軍」と「緑のたぬき軍」の将軍に扮したCMが放映されている。同時に、「あなたはどっち!? ～食べて比べて投票しよう！」というキャンペーンが毎年開催され、これまでの成績は2勝1敗で「赤いきつね」が優勢となっている。2021年4月、和解を果たした記念として相互に具を変えた、「赤いたぬき天うどん」と「緑のきつねそば」が発売になった。
また同年より毎年10月に『タヌキとキツネ』とコラボレーションした「赤いたぬき」と「緑のきつね」をセブン-イレブン限定で発売している。
これとは別に2025年5月にも『機動戦士ガンダム 水星の魔女』とコラボレーションした「赤いたぬき」「緑のきつね」を同じくセブン-イレブン限定で発売している。

### Xでのアニメ動画「ひとりのよると赤緑」CM
2025年2月6日東洋水産株式会社の公式アカウントXでの「赤いきつね緑のたぬき」のアニメ動画CM。

内容は緑のたぬきバージョン「放課後先生編」は、男性教員が学校の職員室で残業して緑のたぬきを食べており、一方、赤いきつねの「おうちドラマ編」では自室とおぼしき場所で若い女性が部屋で一人TVを見て涙を流した後に赤いきつねを食している。

この女性版で頬を赤らめて涙目で食する女性に対し「性的」「キモイ」クネクネする姿と批判視する声が出ており、それに対し何で炎上するのか分からないとの否定的な見解も投稿され、2月16日から18日の分析では約21万ポストとなる反響を呼んだ。注目を集め、2月17日時点ですでに1億回以上表示された。東洋水産は見解を公表しない一方、企画に携わった会社は2025年2月21日、Xで見解を出し、関係者個人に対する誹謗中傷や生成AI利用指摘などの虚偽の情報拡散を控えるよう求めた。

この商品に関するアニメCM公開を記念し、担当声優のサイン入りオリジナルパーカーが当たるキャンペーンは2月15日まで行われたが、「緑のたぬき」では男性がスープを飲み干す横顔の全体像のイラストに対し、「赤いきつね」は女性の口元とカップ麺の一部のイラストとなっている。このためやはり性的なものを彷彿とさせる演出だったのではとの指摘がある。女性が自宅でドラマを見てるのに対し、男性が職場で残業をする姿へのジェンダーバイアスの視点の指摘はやむを得ず、男ウケする感じで食べる女性も実在しないだろうとのマンガ解説者の評価もある。他方、料理研究家のリュウジは「性的に見えない」として、2025年2月21日にXで、女性版CMの再演動画を流した。女性が生きにくい風潮について理解を示しつつ、あくまでアニメ広告だと作品を擁護した。

## コラボレーション商品
- 2009年（平成21年）、ジャパンフリトレーから「赤いきつね コーンチップス」（「ドリトス」がベース）と「緑のたぬき コーンスナック」（「チートス」がベース）というスナック菓子が発売された。ジャパンフリトレーと東洋水産のコラボレーションによるもので、「赤いきつね」と「緑のたぬき」のスープの味をしみこませたスナック菓子である。
- カネミ美和からコラボレーション商品として「赤いきつね蓋付マグ」と「緑のたぬき蓋付マグ」がそれぞれ発売されている。
- 緑のたぬき発売40周年を記念して、2020年（令和2年）12月下旬にメガハウスより緑のたぬきを模したルービックキューブ「緑のたぬききゅーぶ」が発売された。緑のたぬきのカップを模した容器に「天ぷらが乗った蕎麦麺」を模したルービックキューブが入っている。
- 2021年（令和3年）1月上旬にメガハウスよりカップ状の赤いきつねと緑のたぬきを両面に施した石を用いる立体オセロ「赤いきつねVS緑のたぬき オセロゲーム3」が発売された。

## その他
- 『ルパン三世』の劇場版作品『カリオストロの城』では、銭形警部率いる警察側がカップヌードルらしき縦長カップの即席麺を食べているのに対し、ルパン側は丼形カップで側面に赤（オレンジ）ラインがあり、フタに「うどん」または「きつね」、段ボールには鳥居マークに「うどん」と書かれた、赤いきつねと思しきカップうどんを食べている。
- Wii U ソフトウェア『スプラトゥーン』の期間限定イベント「フェス」の第2回のお題が「赤いきつね vs 緑のたぬき」だった[27]。